# سیارک ۱۷۷۶۸
سیارک ۱۷۷۶۸ (به انگلیسی: 17768 Tigerlily، نامگذاری:1998EO8) هفده هزار و هفتصد و شصت و هشتمین سیارک کشف شده‌است که در ۳ مارس ۱۹۹۸ کشف شد.
قدر مطلق سیارک برابر ۱۳٫۶۰ است.